# Meteropnemer

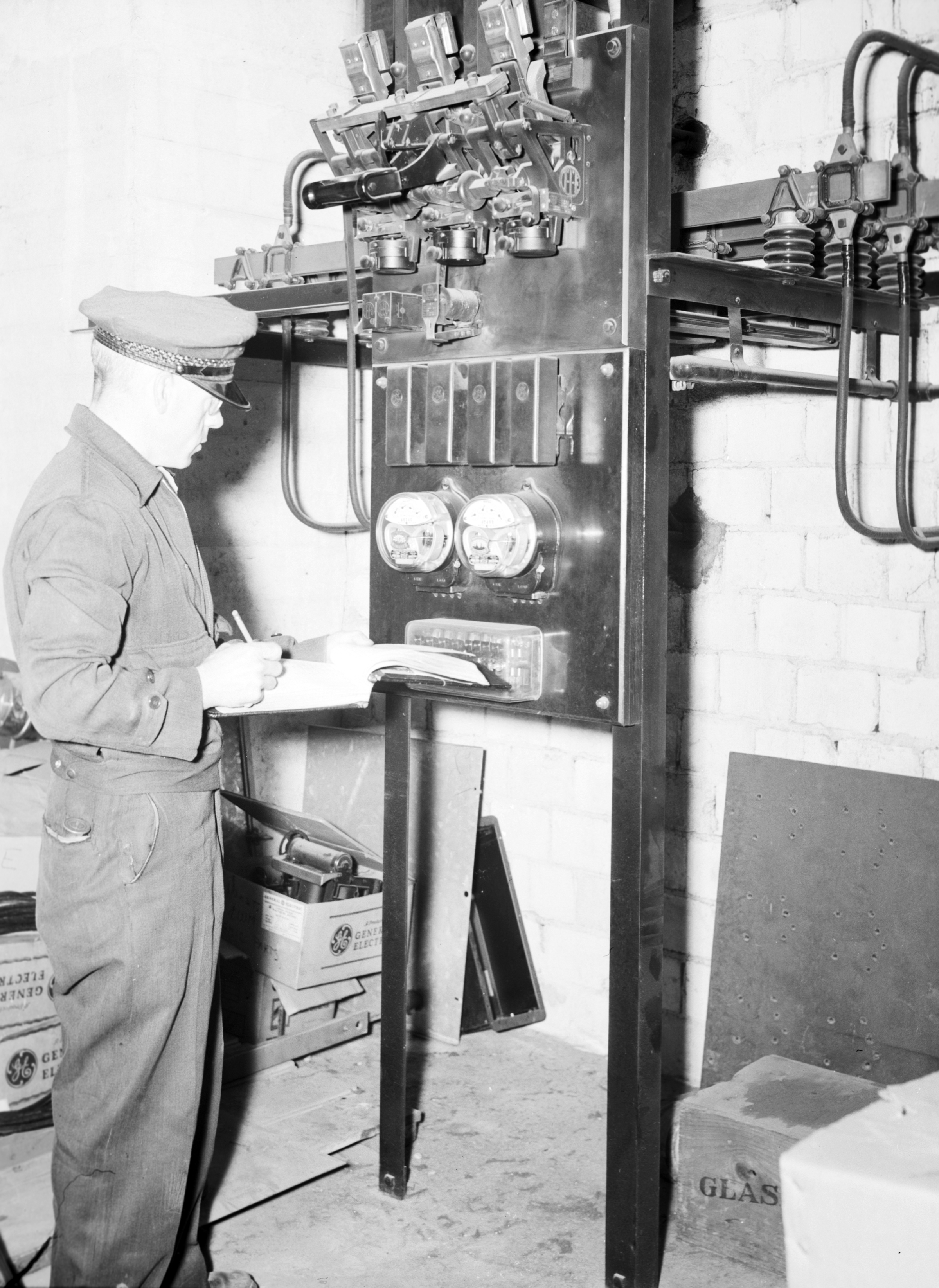
Meteropnemer in 1952

Een meteropnemer is een persoon die in opdracht van het energiebedrijf of waterleidingbedrijf bij de klanten de meterstand van de elektriciteitsmeter, gasmeter of watermeter opneemt, noteert en doorgeeft aan het bedrijf. Hierdoor kan het bedrijf de verbruikte hoeveelheid elektriciteit, gas of water berekenen en verrekenen met het in de voorbije perioden betaalde voorschot.                    
De meteropnemer kan in vaste dienst zijn van het bedrijf maar ook kan gebruik gemaakt worden van studenten, freelancers en dergelijke. Vroeger werd de meterstand altijd met de hand opgenomen en genoteerd op een lijst maar tegenwoordig wordt vaak gebruik gemaakt van een apparaat dat de meterstand draadloos afleest en opslaat. 
Indien de klant niet thuis wordt aangetroffen kan een bericht worden achtergelaten om contact op te nemen met het bedrijf voor een andere afspraak, maar meestal zal 
de klant gevraagd worden zelf de meterstanden te noteren en op te sturen naar het bedrijf via post, telefoon of website. Een afwisseling van meteropnemer en zelfregistratie is kostenbesparend en vermijdt anderzijds ook fraude.
In sommige huizen is tegenwoordig een “slimme” elektriciteitsmeter waarbij door middel van zogenoemde 'pulstellers' op de bestaande meters de meterstand digitaal via de elektriciteitskabel wordt verzonden naar het bedrijf, zodat er voor elektriciteit geen meteropnemer meer nodig is. Ook de gasmeter is daarop aangesloten. Deze slimme meters laten toe veel fijnmaziger elektriciteitsverbruik en netbelasting op te volgen, ook indien de klant lokale energieproductie heeft met windturbines of zonnepanelen.